# 가우룽반도

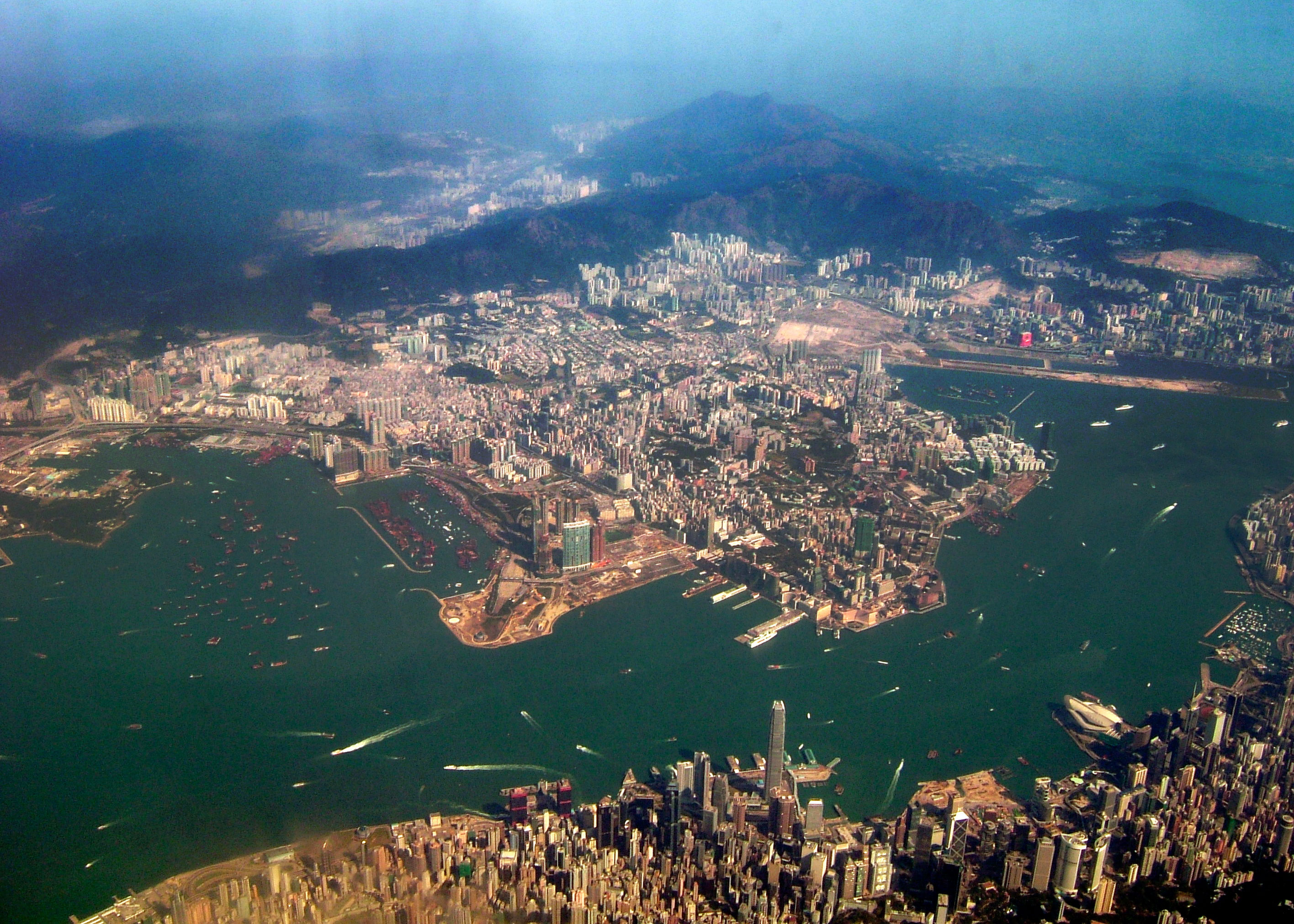
홍콩섬에서 바라 본 가우룽반도

가우룽반도(중국어: 九龍半島, 병음: Jiǔlóng Bàndǎo 주룽 반다오[*], 영어: Kowloon Peninsula)는 홍콩에 속하는 중국 본토 남부에 위치하는 반도이다. 가우룽반도는 가우룽과 신제 지역을 포함한다. 한국에서는 한자를 그대로 읽은 구룡반도나 중국 본토 발음을 음차해서 주룽반도라고 부르기도 한다.

## 지리
지리적으로 '가우룽반도'라는 용어는 비자산, 스쯔산, 다라오산, 페이어산 등의 산맥의 남쪽 지역을 가리킨다. 반도는 홍콩의 18개 구 중 5개의 구를 포함한다. 반도의 북동쪽에는 주룽만이 있다.
반도는 몇 차례의 바다의 매립을 통해 크게 확장되었다. 매립지의 남쪽과 서쪽의 대부분은 1904년 이전에 매립된 것이다. 침샤추이의 해안을 따라 이루어진 몇 차례의 소규모의 매립은 1982년에 완공되었다. 서 주룽 매립지는 1995년에 대부분이 완성되었고 홍콩 공항 핵심계획(香港機場核心計劃)의 일부를 구성하고 있다.

## 역사
실제 가우룽의 경계가 성립되기 이전에 가우룽반도는 중국 한족 왕조 시기에 피난처 역할을 했다. 1287년에 몽골에 의해 남송이 정복되고 남송 황제 소제는 몽골의 황제 쿠빌라이 칸으로부터 도망쳐 가우룽반도의 동굴로 피난하였다. 1600년대에 명나라가 멸망한 후에 한족 황제의 많은 신하들은 만주족 군인들을 피해 가우룽반도에 은신처를 마련했다.
역사적으로 가우룽반도는 1860년의 베이징 조약으로 할양된 가우룽의 영토를 가리키나, 지리적으로는 스쯔산, 페이어산 등 산맥의 남쪽을 가리킨다.

## 같이 보기
- 바운더리 거리
- 가우룽
- 홍콩의 지역 목록
- 산가우룽